# Angels (Robbie Williams)
Angels è un singolo del 1997 di Robbie Williams tratto dal primo album da solista Life thru a Lens, scritto da Guy Chambers e Robbie Williams.
È una delle canzoni più note della discografia di Robbie Williams, sebbene non abbia mai raggiunto il primo posto nella Official Singles Chart. Per molti è il brano che ha lanciato de facto la carriera solista di Williams, e rimane tutt'oggi il suo singolo di maggior successo con due milioni di copie vendute nel Regno Unito.
Angels è stata votata migliore canzone degli ultimi 25 anni dagli ascoltatori di BBC Radio 2, ed ha ricevuto un premio speciale alla cerimonia dei BRIT Awards 2005, tenutasi a Londra nel febbraio di quell'anno. In un sondaggio del 2005 Angels risultò essere la canzone più richiesta nel Regno Unito per le cerimonie funebri.
Nel 1999 il singolo venne distribuito negli Stati Uniti per promuovere la raccolta The Ego Has Landed. Del brano esiste anche una versione cantata in lingua spagnola da Williams.

## Tracce
1ª versione
1. Angels
2. Karaoke Overkill
3. Get the Joke
4. Angels (versione acustica)

2ª versione
1. Angels
2. Back for Good (live)
3. Walk This Sleigh

UK Limited Edition Postcard Pack
1. Angels (versione acustica) – 4:28
2. Get the Joke – 2:57
3. Angels – 4:25
4. Karaoke Overkill – 3:26

## Formazione
- Robbie Williams - voce
- Gary Nuttall, Andre Barreau, Nicole Patterson - cori
- Guy Chambers. Steve Power - tastiere
- Chris Sharrock - batteria
- Gary Nuttall, Andre Barreau e Chester Kamen - chitarre
- Mark Smith - basso
- Andy Duncan - percussioni
- London Session Orchestra, diretta da Gavin Wright e Steve Sidwell (ottoni)
- Mark Smith - programmazione

## Classifiche
| Classifica (1997-99)             | Posizione massima |
| -------------------------------- | ----------------- |
| Australia                        | 40                |
| Austria                          | 12                |
| Belgio (Fiandre)                 | 6                 |
| Belgio (Vallonia)                | 32                |
| Canada                           | 18                |
| Europa                           | 7                 |
| Francia                          | 7                 |
| Germania                         | 9                 |
| Irlanda                          | 2                 |
| Italia                           | 6                 |
| Nuova Zelanda                    | 23                |
| Paesi Bassi                      | 14                |
| Regno Unito                      | 4                 |
| Stati Uniti                      | 53                |
| Stati Uniti (adult contemporary) | 10                |
| Stati Uniti (adult pop)          | 21                |
| Stati Uniti (pop)                | 25                |
| Svezia                           | 13                |
| Svizzera                         | 4                 |

## Cover
Di Angels sono state effettuate varie cover:
- Eseguita da Jessica Simpson ed inserita nel suo album In This Skin.
- Eseguita dalla cantante messicana Yuridia ed inserita nel suo album La Voz de un Angel.
- Eseguita dalla cantante R&B Beverly Knight in una versione live accompagnata da Guy Chambers e inserita nel suo Best of.
- Eseguita dal cantante italo-austriaco Patrizio Buanne che ne ha realizzato una versione in lingua italiana dal titolo Angelo.
- Eseguita dal gruppo tedesco Gregorian ed inserita nell'album Masters of Chant Chapter IV.
- Eseguita da David Archuleta durante la settima edizione di American Idol e disponibile per il download su iTunes fino al 21 maggio 2008.
- Eseguita da Giuliano Rassu durante la terza edizione di X Factor e disponibile per il download su iTunes.
- Eseguita dal gruppo rock and roll tedesco The Baseballs ed inserita nel loro album Strike!.
- Eseguita da Anastacia nei tour Here Come the Girls insieme a Lulu, Chaka Khan e Heather Small.
- Eseguita dal grupo brasiliano KLB ed inserita nel suo album Obsessão.